# 环欧快车 (歌曲)
《环欧快车》（英語：Trans-Europe Express）是发电站乐队于1977年发布的同名专辑的标题曲，同时亦以单曲形式发行，并在后来于1990年以CD为介质重发行。这一歌曲由拉尔夫·胡特谱曲，弗罗里昂·施奈德作词。恰如发电站乐队的其他作品一样，这一歌曲也融入了乐队歌曲一贯的共同主题“技术与交通”，并以环欧快车铁路系统为载体呈现之。这一歌曲也对后来的音乐有着深远影响，如在嘻哈乐领域，歌手阿弗利卡·班巴塔和音乐制作人阿瑟·贝克就将该曲采样插入了阿弗利卡的经典歌曲《Planet Rock》中；在现代电子乐领域，该曲对2000年代早期的现代电子朋克实验团体也有相当的影响。

## 发布
《环欧快车》于1977年作为单曲发行:454，并于美国跻身告示牌百强单曲榜，排名最高时名列第67名。在1980年代，《环欧快车》于英国开始打榜，先是在1982年2月6日冲上榜单，而后在榜单上据留了7周，最高排至第49名。

## 音乐风格与歌词引源
Allmusic将《环欧快车》组曲的音乐元素描述为“以‘逐渐叠加于节奏基底之上’的方式用‘无感情地重复主题乐句’来展开令人难忘的主旋律，恰如之前《Autobahn》一曲的构造方式”，专辑歌曲的歌词则深受大卫·鲍威专辑《Station to Station》及乐队之前和伊基·波普、大卫·鲍威会面的影响:94。专辑制作前胡特与施奈德曾在德国与大卫·鲍威相遇，并因他对乐队的关注而深感荣幸:84；而由于鲍威曾与胡特最喜欢的乐队之一傀儡乐队的主唱伊基·波普合作过，所以他也一直对鲍威的作品很感兴趣:85，这些因素都对歌词风格产生了影响。